# Massimo Fagioli
Massimo Fagioli (Monte Giberto, 19 maggio 1931 – Roma, 13 febbraio 2017) è stato uno psichiatra e psicoterapeuta italiano.
È noto per quella che lui stesso ha chiamato teoria della nascita. L'obiettivo è quello di individuare, in un quadro teorico che spieghi più generalmente la fisiologia della nascita e l'inizio del pensiero umano, origini e cause delle patologie mentali, allo scopo di proporre un conseguente impianto di diagnosi e cura psicoterapeutica delle stesse.
Il nome di Fagioli è anche legato alla pratica della cosiddetta analisi collettiva, un'originale forma di terapia di gruppo iniziata nel 1975 e terminata in concomitanza con la scomparsa dello psichiatra. Alla teoria ed alla pratica di Fagioli è legata la rivista scientifica Il sogno della farfalla, nonché la scuola di specializzazione in psicoterapia dinamica Bios Psychè.

## Biografia
Nato a Monte Giberto, in provincia di Fermo, nel 1931, durante la seconda guerra mondiale partecipa in qualità di staffetta alla lotta partigiana, affiancando il padre, medico condotto e chirurgo, sul campo di battaglia. Laureatosi in Medicina e Chirurgia a Roma nel 1956, si specializza poi in neuropsichiatria a Modena. Si spegne il 13 febbraio 2017.

### Gli inizi
Nel 1957 svolge le sue prime attività manicomiali a Venezia, sull'isola di San Clemente; deluso dal metodo ivi praticato, fortemente organicista e discendente diretto della vetusta psichiatria ottocentesca, nel 1960 si reca a Padova per studiare e lavorare con Ferdinando Barison; abbattendo i muri di reparto, egli dimostra un approccio innovativo nel rapporto con i pazienti. Nel 1963 è a Kreuzlingen, nel Sanatorium Bellevue fondato da Ludwig Binswanger ed all'epoca diretto dall'omonimo nipote, padre dell'analisi esistenziale. Qui ha modo di esperire in prima persona la prassi terapeutica applicata e perfezionata dallo psichiatra Fabrizio Napolitani, teorico dell'analisi di gruppo. La pratica terapeutica di Napolitani prevedeva la trasformazione dei pazienti da oggetti di cura a soggetti capaci di comunicazione, socializzazione e organizzazione della vita comunitaria. L'esperienza prosegue in Italia, dove Fagioli entra a far parte del gruppo di medici della Comunità Terapeutica creata nel 1963 da Napolitani a Roma. Nel 1972, grazie all'interessamento dello psicoterapeuta e psicoanalista Luigi Antonello Armando, la casa editrice Armando Editore pubblica il volume "Istinto di morte e conoscenza: pensieri di psicoanalisi" (poi soltanto "Istinto di morte e conoscenza", come d'ora innanzi verrà citato). Il testo aveva iniziato a circolare in forma dattiloscritta già alla fine del 1970, configurandosi come il risultato di ricerche iniziate negli anni di Padova, e parzialmente consegnate ad alcuni articoli preparatori, tra i quali principalmente "Alcune note sulla percezione delirante paranoicale e schizofrenica". Due anni dopo, nel 1974, insieme al suddetto Armando ed altri autori, contribuisce al volume "Il potere della psicoanalisi: documenti sulla storia della istituzione psicoanalitica in Italia dal 1969 al 1973"; si tratta di una denuncia delle dinamiche di potere insite nel training analitico, perno della formazione degli psicoanalisti italiani secondo le regole della Società Psicoanalitica Italiana. Le affermazioni contenute in tale volume, costituenti per la Società Psicoanalitica Italiana oltraggio all'istituzione, costano nel 1976 a Fagioli ed Armando l'espulsione dalla Società stessa; all'espulsione contribuirono comunque in gran misura anche le tesi, antitetiche rispetto all'ortodossia freudiana, che Fagioli aveva avanzato in "Istinto di morte e conoscenza". "Istinto di morte e conoscenza" e i successivi "La marionetta e il burattino" (1974) e "Psicoanalisi della nascita e castrazione umana" (1975) (poi "Teoria della nascita e castrazione umana", come d'ora innanzi verrà citato) contengono quella che Fagioli chiamerà in seguito teoria della nascita.

### La nascita dell'analisi collettiva
Nel frattempo, nel 1975, Nicola Lalli, responsabile dell'Istituto di psichiatria dell'Università degli Studi di Roma "La Sapienza", invita Fagioli a svolgere attività di supervisione di psichiatri e specializzandi che operavano in quel centro; a tali sedute, però, inizia in breve a partecipare un consistente numero di persone, non necessariamente operanti nel settore psichiatrico, ed in massima parte provenienti dal mondo della sinistra extraparlamentare, da ambienti operai e dalla scena artistica. Dall'originario seminario singolo, così, Fagioli passa a quattro incontri, su altrettanti giorni della settimana; è l'inizio della cosiddetta analisi collettiva. Unitamente alle critiche radicali che Fagioli muove a Sigmund Freud, tanto in interventi pubblici quanto, più in dettaglio, nei suoi scritti, l'analisi collettiva richiama l'attenzione dei giornali. Essa si caratterizza per un principio di gratuità, nonché di anonimato di quanti vi partecipano; per Fagioli, non conta l'identità sociale del paziente, ma la dinamica umana, e pertanto universale, che nell'ambito del setting analitico di gruppo può manifestarsi. Dopo i primissimi anni, tuttavia, Giancarlo Reda, direttore dell’Istituto di Psichiatria de "La Sapienza”, impone a Fagioli di concludere i seminari, con la giustificazione che i risultati della ricerca, che avrebbero dovuto giustificare l'esistenza dei seminari stessi, non erano né controllabili né validabili. Nel novembre del 1980, quindi, Fagioli è costretto a lasciare i locali dell'Unità Esterna dell'Istituto di Psichiatria di Villa Massimo (dove era potuto rimanere fino ad allora grazie all'interessamento dello stesso Lalli), e continua l'analisi collettiva nel proprio studio privato nel quartiere romano di Trastevere. Del 1980 è anche il volume-intervista "Bambino, donna e trasformazione dell'uomo".

### Il rapporto con il cinema, l'architettura, la scultura e la poesia
Ai primi anni dell'analisi collettiva, risale la collaborazione con il regista italiano Marco Bellocchio. Fagioli e Bellocchio, in particolare, lavorano insieme ai film Diavolo in corpo (1986), La condanna (1991) e Il sogno della farfalla (1994). Diavolo in corpo, critico nei confronti di certi ambienti della sinistra dell'epoca, suscita scalpore; in particolare, Fagioli viene accusato dai produttori del film di aver plagiato il regista. Bellocchio, ad ogni modo, rifiuterà sempre le accuse. Anche La condanna è al centro di polemiche, che arrivano fino alla condanna mediatica di apologia di stupro; in difesa intervengono tanto il regista quanto lo stesso Fagioli, mentre il film si aggiudica l’Orso d’Argento, gran premio della giuria al Festival di Berlino 1991. La partecipazione di Bellocchio all'analisi collettiva è continuata ben oltre il periodo della triade di film appena menzionati, coincidendo con la realizzazione di molti dei suoi film successivi. Il rapporto di Fagioli col cinema, comunque, non si limita alle collaborazioni con Marco Bellocchio; lo psichiatra firma infatti in prima persona, tra gli altri, Il cielo della luna (1997 - con musiche dello stesso Fagioli ed Enrico Pieranunzi), presentato al Locarno Festival, ed il docufilm La psichiatria esiste? (2002), presentato nel 2003 al cinema Farnese di Roma. In campo artistico, Fagioli si è espresso inoltre anche come scultore - si veda, tra le varie, la “Scultura Blu”, esposta nel 2005 alla Facoltà di Studi Orientali dell'Università degli Studi di Roma "La Sapienza" - e come architetto - Massimo Fagioli e l'architetto Paola Rossi hanno realizzato, con Françoise Bliek, il cosiddetto “Palazzetto Bianco”, sempre a Roma. Sebbene in particolare il Palazzetto Bianco abbia incontrato l'apprezzamento dei critici del settore - figurando in diversi volumi di opere scelte, tra i quali ad esempio quello di Vittorio Sgarbi "Le meraviglie di Roma. Dal Rinascimento ai giorni nostri" - meno fortunata è la fontana di Largo Ettore Rolli a Porta Portese, realizzata ancora su disegno dello psichiatra e volta ad una riqualificazione dello spazio urbano di destinazione. Complice una pressoché totale assenza della manutenzione richiesta per monumenti con acqua, la fontana è stata infatti criticata da alcuni esperti - tra cui lo stesso Sgarbi - e da parte degli abitanti della zona. In forma più privata, Fagioli si cimenta anche con la poesia, come testimoniato dal volume "Poesia", pubblicato postumo.
Tra i libri amati da Fagioli, a quanto asserito pubblicamente ai Seminari anche in occasione dell'uscita di una edizione del romanzo di Ayn Rand, abbiamo La fonte meravigliosa, il cui protagonista è ispirato all'architetto Frank Lloyd Wright, che parlava di architettura organica, «cioè credeva che una casa si debba creare secondo le necessità degli abitanti e le caratteristiche ambientali, proprio come un organismo vivente» e che in una casa le stanze erano più importanti della facciata.

### Massimo Fagioli e la politica
Negli anni, Fagioli si è spesso interessato di politica, collaborando con personaggi, entità politiche e testate giornalistiche o riviste di sinistra (area politica alla quale egli dichiarava di appartenere). L'attività "politica" di Fagioli era comunque precipuamente intellettuale, e volta ad un ripensamento della sinistra su nuove, e spesso eterodosse, basi culturali e antropologiche; ciò gli ha spesso provocato conflitti, e necessarie rotture. Nel 1975 tiene, presso l’Università degli Studi di Siena, un seminario sul Capitale di Karl Marx, mentre agli anni 1979 - 1981 risale una duplice collaborazione, con il Partito Comunista Italiano da un lato, e con il quotidiano Lotta Continua dall’altro. A parte tre interventi alla Festa dell'Unità di Bologna del 1980, Fagioli è autore di numerosi articoli indirizzati a, e pubblicati su Lotta Continua; il tutto è in seguito raccolto sulla rivista Il sogno della farfalla.
Tra la fine degli anni ’90 ed il primo decennio del 2000, è invece celebre (nonché travagliato) lo scambio con Fausto Bertinotti, allora segretario del Partito della Rifondazione Comunista. In un'intervista del 2025 Bertinotti non evidenzia nessuna crepa personale con Fagioli avendo modo di dichiarare che «Con lui ho parlato solo e soltanto di politica».
In seguito, Fagioli avrà scambi e contatti anche con il Partito Radicale, tanto con la rivista Quaderni Radicali, quanto più specificamente con Marco Pannella ed Emma Bonino.

### Le lezioni all'Università e l'editoria
Dal 2002 al 2012 tiene un modulo di approfondimento come professore a contratto nell'ambito del corso di Psicologia Clinica della Facoltà di Lettere e Filosofia dell'Università degli Studi "Gabriele D'Annunzio" di Chieti-Pescara (le trascrizioni dei corsi saranno raccolte nei libri di lezioni). A partire dal 2006, inoltre, ha scritto per il settimanale Left, tenendovi, fino al numero del 25 febbraio 2017 (tale contributo, come quello sul numero del 17 febbraio 2017, sono ovviamente postumi), la rubrica "Trasformazione". Il 30 ottobre e il 6 novembre 2015, due giornate di convegni all’Aula Magna dell’Università degli Studi di Roma "La Sapienza" celebrano i 40 anni dell'analisi collettiva; gli atti del convegno sono poi raccolti in un volume edito da L’Asino D’Oro.

## La teoria della nascita
Anticipata da alcuni articoli, la teoria della nascita è per la prima volta sistematizzata nei tre volumi "Istinto di morte e conoscenza", "La marionetta e il burattino" e "Teoria della nascita e castrazione umana".

### Interazione luce-retina, pulsione di annullamento, fantasia di sparizione
A grandi linee, la teoria della nascita di Fagioli è centrata su alcuni punti fondamentali. Innanzitutto, una netta distinzione tra la realtà del feto e quella del neonato; il passaggio dalla condizione intra-uterina di buio assoluto alla luce del mondo esterno indurrebbe, a mezzo di foto-stimolazione retinica, l'inizio del funzionamento cerebrale propriamente detto. Più tardi, evidenze sperimentali di natura biologica, neonatologica e fisiologica, di decenni successive alla prima formulazione di tale proposizione in "Istinto di morte e conoscenza", hanno in effetti confermato che il contatto della luce con la retina determina un’importante e particolarissima reazione chimico-cerebrale e, in aggiunta, che il fenomeno ha concreta ed elevata espressione esattamente nei primi secondi di vita. In quest’ottica, quindi, la teoria della nascita implicherebbe che l’inizio della vita umana propriamente detta sarebbe da ricercarsi nell'interazione luce-sostanza cerebrale e non, come finora sostenuto dalla scienza medica, in quella aria-polmoni. A tal proposito, fondamentale (e poi centrale negli ultimi anni della sua ricerca) è stata per Fagioli l’osservazione della circostanza per cui il neonato, immediatamente dopo la nascita ed in un tempo variabile fino ad un massimo di circa venti secondi, rimane privo di respiro, tono muscolare e, apparentemente, di qualunque reazione nei confronti dell’ambiente circostante; l'unica attività vitale possibile deve allora essere di tipo mentale, cosicché una delle questioni principali che la teoria della nascita intende affrontare e chiarire è quale questa attività sia.
Simultanea alla foto-stimolazione, e dunque parimenti legata all’inizio del pensiero, è, secondo Fagioli, una “pulsione di annullamento” del mondo non-umano. La prole umana, lo psichiatra osserva, nasce inetta, e l’ambiente esterno le sarebbe mortale senza l’intervento dei propri simili; l’inanimato, pericoloso e aggressivo, è pertanto fatto mentalmente “sparire” - annullato, appunto - dal neonato. Nello stesso tempo, alla nascita, il neonato realizza la “vitalità”; quest’ultimo termine, di accezione comune, è da Fagioli riferito ad una specificità umana da lui individuata, e definita, come caratteristica derivante dalla sensibilità biologica che il feto sviluppa in particolare nelle ultime settimane di gravidanza. La condizione di omeostasi fetale viene registrata dall’organismo biologico umano attraverso la pelle, e solo in seguito, grazie alla foto-stimolazione, tale sensazione biologica può trasformarsi in “vitalità”. La fusione tra “pulsione di annullamento” e “vitalità” creerebbe allora quella che Fagioli chiama “capacità di immaginare”, condizione necessaria all'insorgenza di una “prima immagine mentale”; per quanto vaga ed indefinita, quest’ultima si configurerebbe come trasformazione della sensazione del contatto della pelle del feto con il liquido amniotico (che in “Istinto di morte e conoscenza” Fagioli chiama spesso “traccia mnesica”) spingendo il neonato ad una spontanea ricerca di rapporto inter-umano. In “Istinto di morte e conoscenza” la complessa dinamica fin qui illustrata è detta "fantasia di sparizione”, sintagma che, come Fagioli scrive nell’articolo di Left “Ventuno parole, che prima non esistevano”, riassume anche la ricerca con cui egli ha in seguito approfondito e precisato la sua riflessione sulla nascita umana. In questo stesso articolo, come da titolo, Fagioli suggerisce e sviluppa una nuova linea di ricerca; vi propone infatti una “formula” atta a descrivere, racchiudendola coerentemente, la dinamica della nascita (del pensiero umano), e del suo successivo sviluppo. La successione che ne risulta consta di 21 parole: reazione, pulsione, vitalità, creazione, esistenza, tempo, capacità di immaginare; forza, movimento, suono, memoria, certezza che esiste un seno; percezione cosciente, fantasia, linea, senso, volto. Pur con alcune differenze, l’articolazione teorica che Fagioli lega alle sue 21 parole non sconfessa la teorizzazione iniziale; è stato ad esempio proposto che, mentre la teoria della nascita elaborata in “Istinto di morte e conoscenza” si proponeva di rispondere alla domanda su quando inizi il pensiero umano, con le 21 parole Fagioli si interroghi piuttosto su come avvenga tale inizio, e sul modo del suo sviluppo nel primo anno di vita.

### Negazione, patologie mentali e interpretazione dei sogni
La "pulsione di annullamento" è, secondo Fagioli, anche fondamentale per la spiegazione dell'insorgenza delle patologie mentali. Rapporti umani deludenti, e quindi lesivi, in particolare con la madre nei primi mesi e anni di vita fino allo svezzamento, indurrebbero l'individuo ad indirizzare l'originaria "pulsione di annullamento" verso il mondo umano stesso, sfociando in quella che Fagioli chiama “anafettività”. I primissimi anni di vita, quando ancora non ci sono né coscienza né pensiero verbale, rappresentano per Fagioli il cosiddetto “inconscio”, contro la cui presunta inconoscibilità egli si è sempre scontrato. La separazione da questo periodo, in cui il rapporto con la madre è assoluto, costituisce una seconda tappa fondamentale; in essa, si realizza una prima vera autonomia o, al contrario, si determinano le condizioni per la futura patologia. La possibilità di cura della patologia mentale proverrebbe esattamente dalla conoscenza che rende possibile l’interpretazione ed il superamento delle dinamiche non coscienti coinvolte in, o scaturite da, rapporti umani "patogeni”, attraverso la ricreazione della fisiologica “fantasia di sparizione” e, quindi, della nascita stessa. In questa visione, la fisiologia della mente consiste nella capacità di separarsi dalle proprie dimensioni interiori di rapporto senza agire su di esso, e sulla memoria che di esso si ha, la “pulsione di annullamento”.
Cardine della prassi terapeutica fagioliana, l’interpretazione dei sogni discende direttamente dalla “teoria della nascita”, all’interno della quale soltanto il sogno, come linguaggio dell'inconscio, ed in particolare dei primi mesi e anni di vita, assurge alla dignità di “pensiero per immagini” (laddove invece per Freud il sogno è una sorta di residuo diurno, un “appagamento allucinatorio del desiderio”). Fagioli rifiuta l'idea di un inconscio naturalmente malato, o addirittura animale: concezione questa rintracciabile nella formula freudiana dell’Es come eredità filo-genetica, e che Fagioli descrive come riedizione pseudo-scientifica del peccato originale di matrice giudaico-cristiana. Fondamentale ai fini della possibilità di cura attraverso l’interpretazione dei sogni è la scoperta di una dinamica inconscia di negazione, come alterazione del rapporto con la realtà; l'individuazione della negazione a livello dell’immagine onirica, e la sua interpretazione da parte dello psicoterapeuta, possono, secondo Fagioli, prevenire lo sfociare dell’alterazione del rapporto con le realtà in disturbo del pensiero cosciente e, quindi, in patologia mentale conclamata. Quando l’alterazione è già arrivata a livello di pensiero cosciente, essa è curabile laddove - oltre all’ovvio e necessario ricorso a tutti i mezzi che la medicina mette a disposizione - si acceda ad una psicoterapia fondata sui 3 cardini di setting, transfert e, appunto, interpretazione. Si nota bene come la teorizzazione fagioliana della negazione sia radicalmente altra, ancora una volta, da quella di Freud, per il quale ultimo essa si staglia su un piano principalmente cosciente; inoltre, essa è totalmente antitetica alla nozione freudiana di rimozione, che rende l’interpretazione dei sogni piuttosto un riportare alla coscienza quanto “spostato” in altra zona della mente. L’interpretazione dei sogni che Fagioli lega alla sua teoria della nascita ha dunque poco a che vedere con la corrispondente proposizione psicoanalitica.

## Opere

### Volumi teorici
- Istinto di morte e conoscenza: pensieri di psicoanalisi, Roma, A. Armando, 1972; poi Istinto di morte e conoscenza, L'Asino d'oro edizioni, Roma, 2010, 2017. ISBN 978-88-6443-015-7 (ed. tedesca, Todestrieb und Erkenntnis, Frankfurt, Stroemfeld, 2011. ISBN 978-38-6600-076-6; ed. inglese, Death instinct and knowledge, L'Asino d'oro edizioni, Roma, 2019. ISBN 9788864430188; ed francese, Instinct de mort et connaissance, L'Asino d'oro edizioni, Roma, 2022. ISBN 9788864430195; ed. spagnola, Instinto de muerte y conocimiento, L'Asino d'oro edizioni, Roma, 2023. ISBN 9788864436661)
- La marionetta e il burattino, Roma, A.Armando, 1974; L'Asino d'oro edizioni, Roma 2011. ISBN 978-88-6443-002-7
- Psicoanalisi della nascita e castrazione umana, Roma, A. Armando, 1975; poi Teoria della nascita e castrazione umana, L'Asino d'oro edizioni, Roma 2012. ISBN 978-88-6443-003-4
- Bambino, donna e trasformazione dell'uomo, Roma, Nuove Edizioni Romane, 1980; L'Asino d'oro edizioni, Roma 2013. ISBN 978-88-6443-004-1

### Corsi di lezioni
Dal 2002 al 2012, Massimo Fagioli tiene una serie di lezioni nel corso di psicologia dinamica, presso l’Università degli Studi "Gabriele d’Annunzio" di Chieti, trascritti in altrettanti volumi:
- Storia di una ricerca. Lezioni 2002, L'Asino d'oro edizioni, Roma 2018. ISBN 978-88-6443-005-8
- Das Unbewusste. L'inconoscibile. Lezioni 2003, L'Asino d'oro edizioni, Roma 2019. ISBN 978-88-6443-007-2
- Una vita irrazionale. Lezioni 2006, Roma, Nuove Edizioni Romane, 2006-2007. ISBN 978-88-7457-042-3
- Fantasia di sparizione. Lezioni 2007, L'Asino d'oro edizioni, Roma 2009. ISBN 978-88-6443-008-9
- Il pensiero nuovo. Lezioni 2004, L'Asino d'oro edizioni, Roma, 2011. ISBN 978-88-6443-009-6
- L'uomo nel cortile. Lezioni 2005, L'Asino d'oro edizioni, Roma 2012. ISBN 978-88-6443-010-2
- Settimo anno. Lezioni 2008, L'Asino d'oro edizioni, Roma 2013. ISBN 978-88-6443-011-9
- Religione, Ragione e Libertà. Lezioni 2009, L'Asino d'oro edizioni, Roma 2014. ISBN 978-88-6443-012-6
- L'idea della nascita umana. Lezioni 2010, L'Asino d'oro edizioni, Roma 2015. ISBN 978-88-6443-013-3
- Materia energia pensiero. Lezioni 2011, L'Asino d'oro edizioni, Roma 2016. ISBN 978-88-6443-014-0
- Conoscenza dell’istinto di morte. Lezioni 2012, L'Asino d'oro edizioni, Roma 2018. ISBN 978-88-6443-016-4

### Raccolte di articoli della rivistaLeft
Dal 2006 al 2017 la rivista Left ha ospitato una rubrica dal titolo Trasformazione, ad opera di Massimo Fagioli, i cui articoli sono stati raccolti in edizioni annuali:
- Left 2006, L'Asino d'oro edizioni, Roma 2009. ISBN 978-88-6443-025-6
- Left 2007, L'Asino d'oro edizioni, Roma 2010. ISBN 978-88-6443-026-3
- Left 2008, L'Asino d'oro edizioni, Roma 2011. ISBN 978-88-6443-027-0
- Left 2009, L'Asino d'oro edizioni, Roma 2012. ISBN 978-88-6443-028-7
- Left 2010, L'Asino d'oro edizioni, Roma 2013. ISBN 978-88-6443-029-4
- Left 2011, L'Asino d'oro edizioni, Roma 2014. ISBN 978-88-6443-030-0
- Left 2012, L'Asino d'oro edizioni, Roma 2015. ISBN 978-88-6443-031-7
- Left 2013, L'Asino d'oro edizioni, Roma 2016. ISBN 978-88-6443-032-4
- Left 2014, L'Asino d'oro edizioni, Roma 2017. ISBN 978-88-6443-033-1
- Left 2015, L'Asino d'oro edizioni, Roma 2018. ISBN 978-88-6443-034-8
- Left 2016 - 2017, L'Asino d'oro edizioni, Roma 2020. ISBN 978-88-6443-521-3

### Articoli e scritti vari
- Alcune note sulla percezione delirante, paranoicale e schizofrenica, in “Archivio di psicologia, neurologia e psichiatria”, anno XXIII, 1962. Ripubblicato in “Il sogno della farfalla”, n.3, 2009.
- Psicosi epilettiche croniche e sindromi pseudoschizofreniche, in “Annali di freniatria e scienze affini”, ottobre-dicembre, 1962.
- L’integrazione collettiva del lavoro psicoterapeutico dei medici in ospedale psichiatrico. Insulinoterapia e psicoterapia di gruppo, con Novello E., in “Minerva Medico-Psicologica”, vol. 3, n.4, 1963.
- Insulinoterapia e psicoterapia di gruppo. Valore psicoterapeutico del “senso della schizofrenicità, in “Archivio di psicologia, neurologia e psichiatria”, anno XXIV, 1963. Ripubblicato in “Il sogno della farfalla”, n.1, 2010, L'Asino d'oro edizioni, Roma.
- Due saggi di psicologia dinamica, Roma, Romagrafik, 1974.
- Introduzione a René Arpad Spitz, Il no e il sì: saggio sulla genesi della comunicazione umana, Roma, A.Armando, 1975.
- Biancaneve e i sette anni, in “Psicoterapia e scienze umane”, ottobre-dicembre, 1979.
- Realtà umana dell’artista e opera d’arte, in “Il sogno della farfalla”, n.4, 2001.
- Intervista a Radio Città, in “Il sogno della farfalla”, n.4, 2001.
- Possibilità e realtà di un lavoro psichico di realizzazione, trasformazione e sviluppo, in “Il sogno della farfalla”, n.4, 2001.
- Una depressione, in "Il sogno della farfalla", n.2, 2002, L'Asino d'oro edizioni, Roma.
- Functional maturation of neocortex: a base of viability, con Maria Gabriella Gatti e altri, in “The journal of maternal-fetal & neonatal medicine: the official journal of the European Association of Perinatal Medicine, the Federation of Asia and Oceania Perinatal Societies, the International Society of Perinatal Obstetricians”, Suppl 1:101-3, 2012.
- Maturazione funzionale della neocorteccia, con Maria Gabriella Gatti, in “Il sogno della farfalla”, n.1, 2013, L'Asino d'oro edizioni, Roma.
- La psichiatria come psicoterapia, in "Il sogno della farfalla", n.4, 2013, L'Asino d'oro edizioni, Roma.
- Poesia, L'Asino d'oro edizioni, Roma 2018. ISBN 978-88-6443-017-1
- Una depressione, L'Asino d'oro edizioni, Roma 2020. ISBN 978-88-6443-552-7